# Tsariovka
Tsariovka (en rus: Царёвка) és un poble del krai de Primórie, a l'Extrem Orient de Rússia, que en el cens del 2010 tenia 150 habitants.